# Awesome as Fuck
Awesome as Fuck, auch Awesome as F**k, ist ein Livealbum der US-amerikanischen Punk-Rock-Band Green Day, das am 22. März 2011 in den USA erschienen ist. In Deutschland kam es am 18. März auf den Markt. Das Album entstand aus Live-Aufnahmen von sechzehn verschiedenen Konzerten der 21st Century Breakdown World Tour, die die Band nach Veröffentlichung ihres achten Studioalbums 21st Century Breakdown (2009) antrat. Zusätzlich zur CD enthält das Album eine DVD oder Blu-ray Disc, auf der das Konzert in der Saitama Super Arena im japanischen Saitama zu sehen ist.

## Entstehung
Nach der Veröffentlichung des Studioalbums 21st Century Breakdown ging die Band auf eine Welttournee. Während dieser Tournee wurden an diversen Orten der Tournee Aufnahmen für die CD gemacht. Drei Aufnahmen entstanden dabei im Großbritannien, sieben in den USA, zwei in Österreich und jeweils eine in Irland, Japan, Deutschland, Kanada und Australien. Die DVD allerdings stammt nur von einem Konzert in Saitama, Japan.
Mit Cigarettes and Valentines enthält das Album einen Song, der ursprünglich auf Cigarettes and Valentines, dem „gestohlenen“ Green-Day-Album vor der Entstehung von American Idiot, veröffentlicht werden sollte.

## Titelliste (CD)
1. 21st Century Breakdown – (London)
2. Know Your Enemy  – (Manchester)
3. East Jesus Nowhere – (Glasgow)
4. Holiday – (Dublin)
5. ¡Viva la Gloria! – (Dallas)
6. Cigarettes and Valentines – (Phoenix)
7. Burnout – (Irvine)
8. Going to Pasalacqua – (Chula Vista)
9. J.A.R. (Jason Andrew Relva) – (Detroit)
10. Who Wrote Holden Caulfield? – (New York)
11. Geek Stink Breath – (Saitama)
12. When I Come Around – (Berlin)
13. She – (Brisbane)
14. 21 Guns – (Mountain View)
15. American Idiot – (Montréal)
16. Wake Me Up When September Ends – (Nickelsdorf)
17. Good Riddance (Time of Your Life) – (Nickelsdorf)

### Bonustitel der Digital-Version (alle außer iTunes)
1. Letterbomb – (Chula Vista)
2. Christie Road – (Hartford)

### Bonustitel der Digital-Deluxe-Version über iTunes
1. Letterbomb – (Chula Vista)
2. Christie Road – (Hartford)
3. Paper Lanterns/2000 Light Years Away – (Alpharetta)

## Titelliste (DVD/Blu-ray)
Die DVD und die Blu-ray erhalten 18 Titel, die am 23. und 24. Januar 2010 in der Saitama Super Arena aufgenommen wurden.
1. 21st Century Breakdown
2. Know Your Enemy
3. East Jesus Nowhere
4. Holiday
5. The Static Age
6. ¡Viva la Gloria!
7. Boulevard of Broken Dreams
8. Burnout
9. Geek Stink Breath
10. Welcome to Paradise
11. When I Come Around
12. My Generation (The Who)
13. She
14. 21 Guns
15. American Eulogy
16. Jesus of Suburbia
17. Good Riddance (Time of Your Life)
18. Cigarettes and Valentines

## Rezeption
Von Musikkritikern wurde das Album überwiegend positiv besprochen. Metacritic errechnete aus 12 professionellen Kritiken einen Durchschnittswert von 64 %. Damit bekam das Album das Prädikat „generally favorable“ (dt. „grundsätzlich positiv“).
Thomas Nassiff, Kritiker bei absolutepunk.net, zeigt sich von dem Album begeistert und schreibt, dass das Album zwar nicht an den Live-Vorgänger Bullet in a Bible herankomme, es aber trotzdem einen Kauf wert sei. Die Performance von Green Day sei sehr überzeugend und man werde an die alten Zeiten der Band erinnert. Als negative Seite sieht Nassiff allerdings die schwankende Soundqualität der Aufnahmen. Als Gesamtbewertung vergibt er 84 %.
Allmusic vergibt 3 von 5 Sterne. Kritiker Stephen Thomas Erlewine meint zu Awesome as Fuck, dass die Songauswahl gut zum Repertoire von Green Day passe und man den Enthusiasmus der Band auch auf der CD hören könne.
Cdstarts.de meint zu dem Album, dass vom früheren Auftreten der Band kaum noch etwas übrig geblieben sei, was aufgrund der großen Zeitspanne aber in Ordnung sei. Dadurch sei das Album laut Kritiker Matthias Reichel zwar okay, allerdings nicht wirklich spannend. Als Note verteilt er 6 von 10 Punkten.
Jochen Gedwien von Plattentests.de vergibt 5 von 10 möglichen Punkten. Er meint zum Album, dass es eigentlich nichts zum Beschweren gebe und Green Day die Zuschauer gut unterhalte. Auch die Aufnahmequalität bewertet er positiv. Negativ bewertet er jedoch den Schnitt und das Marketing, welches Green Day einfach zu stark verändert erscheinen lässt und das Album zu massenkompatibel erscheine.
Laut.de steht dem Album eher kritisch gegenüber. Kritiker Ulf Kubanke schreibt, dass Green Day mit moderneren Punk-Rock-Bands wie Rise Against oder Rival Schools nicht mehr mithalten können. Generell hält er die Song für zu einfältig leicht und auch in puncto Unterhaltung des Publikums kann die Band seiner Meinung nach nicht überzeugen. Er vergibt nur 2 von 5 möglichen Sternen.